# Teatyni

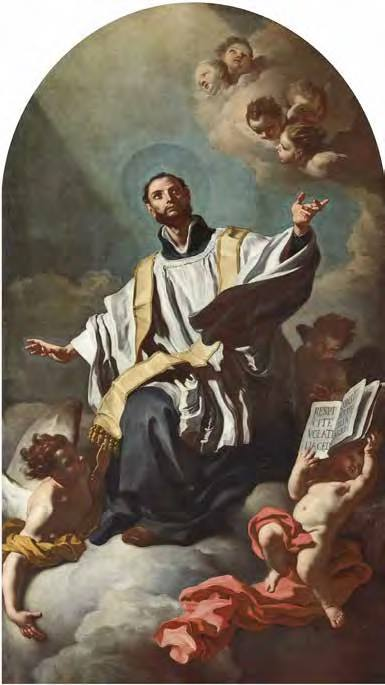
św. Kajetan z Thieny

Zakon Kleryków Regularnych (Teatynów), (łac. Ordo Clericorum Regularium vulgo Theatinorum) – zakon katolicki, założony w 1524 w Rzymie, przez św. Kajetana i Jana Piotra Caraffę, biskupa Chieti (łac. Teate lub Theate – skąd popularna nazwa zakonu - Teatyni), późniejszego papieża Pawła IV, który został pierwszym generałem zakonu.
Do Polski zakon został sprowadzony w 1664.
Teatyni zajmowali się kształceniem duchownych, w tym duchownych Kościołów połączonych ze Stolicą Apostolską unią (np. grekokatolicy, Ormianie). Poziomem kształcenia dorównywali takim zakonom jak jezuici czy pijarzy. 
Założyli w 1894 pierwsze Bractwo Niepokalanego Poczęcia Matki Bożej przy bazylice Sant'Andrea della Valle w Rzymie i propagują Niebieski Szkaplerz Niepokalanego Poczęcia Najświętszej Maryi Panny, zatwierdzony przez Klemensa X w 1671.
W Polsce istniały dwa klasztory teatyńskie - konwikt w Warszawie i we Lwowie.